# Mas de Vinyoles
El Mas de Vinyoles és una obra de Cava (Alt Urgell) declarada Bé Cultural d'Interès Nacional.

## Descripció
Mas característic de la zona, actualment abandonat, però encara en bastant bon estat. Consta de l'habitatge pròpiament dit, fortificat i de les dependències pròpies d'una explotació agrària pirinenca al seu voltant. Està cobert per una teulada a dues vessants.

## Història
Anomenat l'any 1575 "Mas de Carcolze" en uns capítols matrimonials de Cal Saurina d'Ansovell.